# Nelly Fonseca
Nelly Fonseca Recavarren (Pseudonym: Carlos Alberto Fonseca; * 12. Oktober 1920 in Lima; † 9. April 1963 ebenda) war eine peruanische Dichterin.
Sie war die Tochter von Pedro Pablo Fonseca Chávez und Cristina Recavarren De La Piedra de Fonseca.

## Werke
- Heraldo del porvenir. Lima 1936.
- Luz en el sendero. Lima 1938.
- Sembrador de estrellas. Lima 1942.
- Preludios íntimos. Lima 1945.
- Juan Carlos Croharé. Lima, 1947.
- Herodes; y Bethmoora, la que mira al mar, teatro. Lima 1949.
- Espigas de cristal. Lima 1955.
- Raíz del sueño. Lima 1963.